# 8 Shenton Way
8 Shenton Way dříve Treasury Building či Temasek Tower je mrakodrap v Singapuru. Má 52 nadzemních a 5 podzemních podlaží. Konstrukční výška typického podlaží je 4,24 m a celková výška stavby je 235 metrů a je tak nejvyšší válcovou budovou na světě. Výstavba probíhala v letech 1982–1986 podle společného projektu společností The Stubbins Associates, Architects 61 a Architects Team 3. V budově se nachází převážně kancelářské prostory, v podzemní části pak garáže a je obsluhována celkem 22 výtahy.